# Syd Millar
John Sydney Millar (Ballymena, 23 de mayo de 1934-10 de diciembre de 2023) fue un jugador y dirigente británico de rugby que se desempeñaba como pilar. Ejerció el cargo de presidente de la World Rugby de 2003 a 2007.
Como jugador jugó para el XV del Trébol y también fue convocado a los British and Irish Lions para dos giras entre y además fue el entrenador en 1974. Desde 2009 fue miembro del Salón de la Fama de la World Rugby.

## Selección nacional
Debutó en el equipo nacional frente a Les Bleus el 19 de abril durante el 5 Naciones de 1958 y jugó en ella hasta 1970. En total jugó 37 partidos y nunca pudo ganar un título con su selección.

## Lions
Millar fue convocado a los British and Irish Lions para las giras a Australia y Nueva Zelanda 1959 (derrotas 2-0 con Australia y 3-1 con Nueva Zelanda) y Sudáfrica 1968 (derrota 3-0 y un empate).
En 1974 se lo designó entrenador de los Lions para la gira a Sudáfrica. Con Willie McBride como capitán y las figuras del irlandés Mike Gibson y los galeses J. P. R. Williams, Phil Bennett y Gareth Edwards se obtuvo la victoria 3-1 sobre los Springboks.
En 1999 fue nombrado presidente de los Lions ejerciendo el cargo hasta 2002.

## Carrera como dirigente
En 1985 fue elegido presidente de la Unión de Ulster. En 1995 fue elegido presidente de la Unión de Rugby Fútbol de Irlanda y estuvo en el cargo hasta su nombramiento como presidente de la World Rugby en 2003.

### World Rugby
Cuando Vernon Pugh enfermó gravemente a mediados de septiembre de 2002, nombró a Millar como presidente interino hasta las elecciones de 2003 posteriores al fallecimiento de Pugh. En tales elecciones Millar ganó y debía ejercer la presidencia hasta el 31 de diciembre de 2007.
Millar reestructuró la Junta de gobierno, ideó el actual plan estratégico y su objetivo principal fue ingresar el rugby a los Juegos Olímpicos que se cumplió en 2012. Al finalizar el Mundial de Francia 2007, debido a su avanzada edad, siguió el ejemplo de Pugh y nombró presidente interino al francés Bernard Lapasset quién había triunfado en las elecciones de ese año y asumiría el 1 de enero de 2008.
Se retiró de la World Rugby cuando cedió su lugar a Lapasset. Es invitado continuamente a los eventos del máximo ente regulador del rugby.